# Andriej Pietrowicz Własow
Andriej Pietrowicz Własow ros.: Андрей Петрович Власов (ur. 1905, zm. 1983) – radziecki dyplomata, w latach 1942-1944 ambasador ZSRR w Australii.
Był członkiem Wszechzwiązkowej Partii Komunistycznej (bolszewików)
Od 1939 był zastępcą kierownika Wydziału Kadr Ludowego Komisariatu Spraw Zagranicznych, a w latach 1939 - 1942 - kierownikiem tego Oddziału.
Od 13 października 1942 do 7 grudnia 1944 był Nadzwyczajnym i Pełnomocnym Ambasadorem ZSRR w Australii. 
W latach 1944–1948 był zastępcą kierownika Wydziału Bałkańskiego Ludowego Komisariatu Spraw Zagranicznych (od 1946 — Ministerstwa Spraw Zagranicznych) ZSRR.
W latach 1948–1966 był kierownikiem Wydziału Konsularnego Ministerstwa Spraw Zagranicznych ZSRR.
W 1966 przeszedł na emeryturę.